# Fermion

Standardmodell: Fermionen in lila und grün

Fermionen (benannt nach Enrico Fermi) sind im physikalischen Sinne alle Teilchen, die der Fermi-Dirac-Statistik genügen. Nach dem Spin-Statistik-Theorem besitzen sie einen halbzahligen Spin, also {\displaystyle {\tfrac {1}{2}}\hbar }, {\displaystyle {\tfrac {3}{2}}\hbar } etc. Anschaulich gesprochen sind Fermionen diejenigen Teilchen, aus denen die Materie besteht.

## Einteilung
Fermionen unterscheiden sich von den Bosonen, die der Bose-Einstein-Statistik genügen und nach dem Spin-Statistik-Theorem einen ganzzahligen Spin besitzen. Ein Elementarteilchen in drei Raumdimensionen ist immer entweder ein Fermion oder ein Boson. In sehr dünnen Schichten, also zweidimensionalen Systemen, gibt es außer Bosonen und Fermionen die sogenannten Anyonen, die einer eigenen Quantenstatistik mit beliebigem (englisch ‘any’) Spin genügen.
Von der mathematischen Theorie her sind drei Typen von Fermionen möglich:
- Dirac-Fermionen: massiv, die „gewöhnlichen“ Fermionen
- Weyl-Fermionen: masselos, hypothetisch bzw. als Quasiteilchen[1][2], siehe auch Weyl-Gleichung.
- Majorana-Fermionen sind identisch mit ihren Antiteilchen (wie bei den Bosonen die Photonen) und daher auch elektrisch neutral, hypothetisch (eventuell die Neutrinos)

Zu den Fermionen gehören:
- unter den Elementarteilchen: die Leptonen (z. B. das Elektron und das Neutrino) und die Quarks (alle – bis eventuell auf die Neutrinos – Dirac-Fermionen).
- unter den zusammengesetzten Teilchen: unter anderem alle, die aus einer ungeraden Anzahl von Quarks aufgebaut sind, wie beispielsweise alle Baryonen, zu denen auch das Proton und das Neutron zählen, sowie die Pentaquarks.

## Eigenschaften

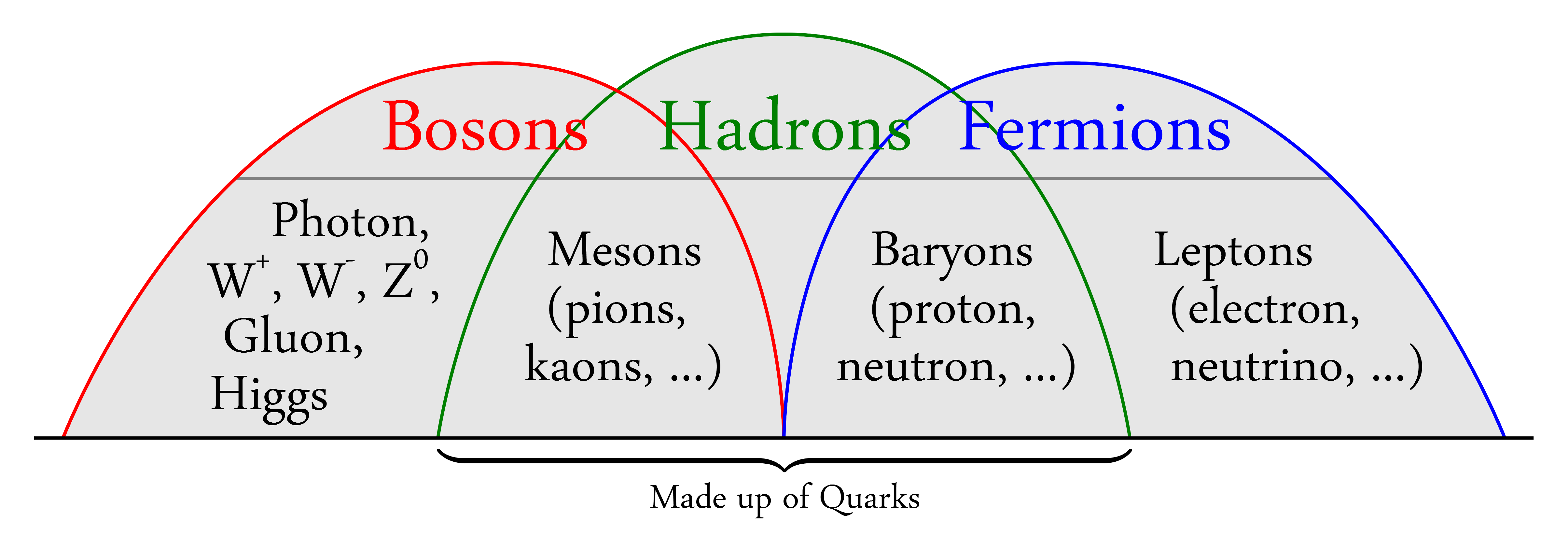
Fermionen bilden eine der beiden grundlegenden Klassen subatomarer Teilchen, die andere sind die Bosonen. Alle subatomaren Teilchen müssen entweder das eine oder das andere sein. Ein zusammengesetztes Teilchen (Hadron) kann je nach seiner Zusammensetzung in die eine oder die andere Klasse fallen.

Fermionen gehorchen dem Pauli’schen Ausschlussprinzip, welches besagt, dass zwei Fermionen nicht gleichzeitig an demselben Ort einen identischen Quantenzustand annehmen können. Allgemein gilt, dass die quantenmechanische Wellenfunktion zweier oder mehrerer gleichartiger Fermionen bei Vertauschung zweier Fermionen vollkommen antisymmetrisch sein muss, das heißt, das Vorzeichen ändert sich (Phasenfaktor −1).
Auf die Elektronen in einem Atom angewendet erklärt das Pauli-Prinzip, dass nicht alle Elektronen in denselben Grundzustand fallen können, sondern paarweise die verschiedenen Atomorbitale eines Atoms auffüllen. Erst durch diese Eigenschaft erklärt sich der systematische Aufbau des Periodensystems der chemischen Elemente.
Im Standardmodell der Teilchenphysik gibt es keine elementaren Fermionen mit einem Spin größer als ½. Eine Eigenschaft von Fermionen mit dem Spin ½ ist, dass ihre quantenmechanische Wellenfunktion nach einer Rotation um 360° das Vorzeichen ändert; erst nach einer Rotation um 720° (also zweimal komplett gedreht) ist der Ausgangszustand wiederhergestellt. Das lässt sich anschaulich mit einer Uhr vergleichen: erst nach einer Drehung des Stundenzeigers um 720° hat man wieder die gleiche Tageszeit.

## Supersymmetrische Fermionen
In einem um die Supersymmetrie erweiterten Modell der Elementarteilchen existieren weitere elementare Fermionen. Auf jedes Boson kommt rechnerisch ein Fermion als supersymmetrisches Partnerteilchen, ein so genanntes Bosino, so dass sich der Spin jeweils um ±½ unterscheidet. Die Superpartner der Bosonen werden durch die Endung -ino im Namen gekennzeichnet, so heißt z. B. das entsprechende Fermion zum (hypothetischen) Graviton dann Gravitino.
Genau genommen wird zunächst im Wechselwirkungsbild jedem bosonischen Feld ein fermionisches Feld als Superpartner zugeordnet. Im Massebild ergeben sich die beobachtbaren oder vorhergesagten Teilchen jeweils als Linearkombinationen dieser Felder. Dabei muss die Zahl und der relative Anteil der zu den Mischungen beitragenden Komponenten auf der Seite der fermionischen Superpartner nicht mit den Verhältnissen auf der ursprünglichen bosonischen Seite übereinstimmen. Im einfachsten Fall (ohne oder mit nur geringer Mischung) kann jedoch einem Boson (wie dem oben erwähnten Graviton) ein bestimmtes Fermion oder Bosino (wie das Gravitino) zugeordnet werden.
Bisher wurde keines der postulierten supersymmetrischen Partnerteilchen experimentell nachgewiesen. Sie müssen demnach eine so hohe Masse haben, dass sie unter normalen Bedingungen nicht entstehen. Man hofft, dass die neue Generation der Teilchenbeschleuniger zumindest einige dieser Fermionen direkt oder indirekt nachweisen kann. Mit dem leichtesten supersymmetrischen Teilchen (LSP) hofft man, einen Kandidaten für die Dunkle Materie des Universums zu finden.